# Cephalotes integerrimus
Espèce
Cephalotes integerrimus est une espèce fossile de fourmis arboricoles de la sous-famille des Myrmicinae découverte dans de l'ambre dominicain daté du Miocène.

## Découverte et datation
Ses fossiles ont été découverts en République dominicaine,,. Ils proviennent de l'ambre dominicain daté ici du Miocène (Burdigalien à Langhien), soit il y a environ entre 20,44 et 13,82 millions d'années.
Elle a été décrite et classifiée pour la première fois en 1995 par les entomologistes allemands Vierbergen (d) & Scheven (d). Le spécimen conservé dans de l'ambre dominicain, qui permit l'identification de cette espèce, a été collecté dans un magasin-souvenirs sur l'île d'Hispaniola.

## Description
Le corps de l'animal holotype mesure 3,8 × 1,0 mm.

## Classification
Le nom valide complet (avec auteur) de ce taxon est Cephalotes integerrimus (Vierbergen & Scheven, 1995).
L'espèce a été initialement classée dans le genre Zacryptocerus sous le protonyme Zacryptocerus integerrimus Vierbergen & Scheven, 1995,.
Cephalotes integerrimus a pour synonyme :
- Zacryptocerus integerrimus Vierbergen & Scheven, 1995